# Mallophora lugubris
Mallophora lugubris là một loài ruồi trong họ Asilidae. Mallophora lugubris được Lynch & Arribálzaga miêu tả năm 1880. Loài này phân bố ở vùng Tân nhiệt đới.